# Sergio Pérez Flores
Sergio Pérez Flores (Cuernavaca, Morelos; ) es un político mexicano afiliado al partido Movimiento Regeneración Nacional. Desde febrero de 2021 es senador del Congreso de la Unión en representación del estado de Morelos.

## Trayectoria política
Sergio Pérez Flores estudió la licenciatura en informática en la Universidad del Valle de Cuernavaca, la maestría en ciencias políticas y sociales en el Centro de Investigación en Docencia y Humanidades de Cuernavaca, y otra maestría en administración en la Universidad de Bretaña Occidental. De 2009 a 2012 ocupó diversos cargos dentro del ayuntamiento de Temixco, Morelos.
En las elecciones federales de 2018 fue postulado por el partido Movimiento Regeneración Nacional como suplente de Radamés Salazar Solorio. De 2019 a 2020 fue designado director regional de la Secretaría de Bienestar en el estado de Morelos. El 21 de febrero de 2021, tras la muerte de Salazar Solorio, fue nombrado senador de la república para la LXIV Legislatura. Dentro del congreso es secretario de la comisión de relaciones exteriores con Europa.